# Lu Synd

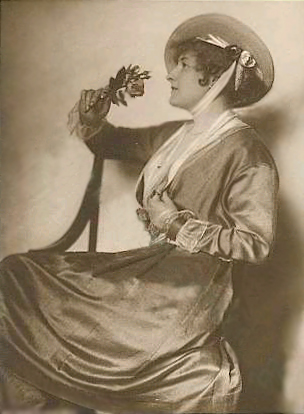
Lu Synd auf einer Fotografie von Nicola Perscheid

Lu Synd (* 15. Juni 1886 als Pauline Hedwig Karoline Müller in Konstanz; † 5. Mai 1978 in Berlin) war eine deutsche Schauspielerin und Filmproduzentin.

## Leben
Pauline war eine Tochter des Fabrikbesitzers und amerikanischen Staatsbürgers Otto Müller (1846–1913), der ein Jahr nach ihrer Geburt mit der Familie von Konstanz nach Godesberg zog und dort eine Steppdecken- und Fahnenmanufaktur übernahm bzw. gründete, die auch Bühnenbilder für Theater herstellte. Sie erhielt eine Ballettausbildung und trat als Tänzerin unter anderem in London auf. Verheiratet war Müller bis zu ihrer Scheidung 1912 mit einem aus Elberfeld stammenden Unternehmer. Seit 1914 lebte sie in Berlin, wo Richard Eichberg sie für den Film entdeckte.
Unter ihrem Künstlernamen „Lu Synd“ war sie von 1916 bis 1919 ein Leinwandstar. Mehrere Filme entstanden als Produktion der Lu Synd-Wartan Film GmbH ihres Ehemannes Aruth Wartan, mit dem sie von 1918 bis 1922 verheiratet war. Von 1919 bis 1921 hielt sie sich in Mailand auf und geriet danach weitgehend in Vergessenheit. Sie spielte Theater und kam zu Beginn der 1940er-Jahre noch einmal zu kurzen Filmauftritten.

## Filmografie
- 1916: Leben um Leben
- 1916: Aphrodite
- 1916: BZ-Maxe & Co.
- 1916: Nächte des Grauens
- 1917: Die Abenteuer des Kapitän Hansen
- 1917: Unsichtbare Hände. Der Fall Melvil[2]
- 1918: Weg der Erlösung
- 1918: Europa postlagernd
- 1918: Vom Rande des Sumpfes
- 1918: Ferdinand Lassalle – Des Volkstribunen Glück und Ende
- 1919: Sündenlust
- 1919: Margot de Plaisance
- 1919: Der Bastard
- 1919: Die Rache des Bastards
- 1920: Die tote Stunde
- 1921: Rennbahnschieber
- 1941: Menschen im Sturm
- 1942: Hab’ mich lieb!